# Nossa alpherakii
Nossa alpherakii är en fjärilsart som beskrevs av Herz 1904. Nossa alpherakii ingår i släktet Nossa och familjen Epicopeiidae. Inga underarter finns listade i Catalogue of Life.